# Павлівка (Сватівська міська громада)
Павлі́вка — село в Україні, у Сватівській міській громаді Сватівського району Луганської області. Населення становить 55 осіб. Орган місцевого самоврядування — Маньківська сільська рада. Поблизу села знаходиться геологічна пам'ятка природи місцевого значення Криниця Новопавлівська срібляста.